# Cratere Heneb
Heneb  è un cratere sulla superficie di Cerere.